# Чухарица
Чухарица — деревня в Грязовецком районе Вологодской области.
Входит в состав Вохтожского муниципального образования, с точки зрения административно-территориального деления — в Вохтогский сельсовет.
Расстояние по автодороге до районного центра Грязовца — 59,5 км, до центра муниципального образования Вохтоги — 2,5 км. Ближайшие населённые пункты — Строево, Исады, Вохтога.
По переписи 2002 года население — 135 человек (75 мужчин, 60 женщин). Преобладающая национальность — русские (99 %).